# Ізяслав Давидович (син Давида Ростиславича)
Ізяслав Давидович (бл. 1164/1170 — скоро після 1184) — княжич із смоленської гілки Мономаховичів, син Давида Ростиславича Смоленського від першої дружини.

## Біографія
У літописах згадується єдиний раз як учасник походу 1184 року проти половців. Ймовірно, незабаром після цього помер. Можливо, княжив у Вишгороді з 1180 року.

## Родина
На думку Д. Домбровського саме він (а не його старший брат Мстислав-Борис був одружений з дочкою половецького хана Толгуя. Шлюб мав відбутися близько 1180 року, у всякому разі до 1184 року. Даних про дітей немає.